# Eric Schmidt
Eric Emerson Schmidt (født 27. april 1955) er en amerikansk ingeniør, bestyrelsesformand hos Google, og tidligere medlem af Apples bestyrelse. Fra 2001-2011 var han den administrerende direktør for Google.